# Z旗 (バンド)
Ｚ旗（ゼットき、英表記: ZETKI）は、日本のジャズ、スカ等を中心としたブラスロックバンド。「ハードボイルド・ロック」を標榜する。

## 概要・来歴
2003年5月27日、TakaとToshiによる渋谷でのストリートライブにて活動を開始。同年、Kagoshima（ピアノ）、Kenji（ドラム）、Kawase（ギター）が加入。その後、管楽器隊が加わりブラスロックバンドとなる。
結成から2007年ごろまでは新宿駅前でのストリートライブを中心に、2009年末から2010年末までは池袋西口公園を中心にライブを行った。
バンド名の『Z旗』は、「このバンドが出来なければバンドの夢は諦めよう」「ライブも限界までやろう」「いつも背水の陣の気持ちで歌おう」という思いからTakaが命名。
Taka、Kagoshima、Kawaseはアニメ・特撮ソングに多く携わる。『砂ぼうず』『キン肉マンII世』の主題歌の演奏をZ旗が担当したほか、『侍戦隊シンケンジャー』エンディングテーマでは「高取ヒデアキ・Z旗(Project.R)」名義による歌唱・演奏で参加した。

## メンバー

### 現メンバー
- ボーカル：Taka（高取ヒデアキ）
- ピアノ：Kagoshima（籠島裕昌）
- ギター：Kawase（川瀬智）
- ギター：Nobu（高取伸和）
- ベース：Toshi（清水正利）
- トランペット：Akuzawa（阿久澤一哉）
- トロンボーン：Ozaki（尾崎泰輔）
- サックス：Chouemon（町田長右衛門）
- トランペット：Kenito（石井憲一）[8]
- ドラム：生田目勇司[9]

### 元メンバー
- トランペット：NAKA(仲兼一郎)
- サックス：Kuwata(鍬田修一)[10]
- トランペット：Ozawa
- ドラム：Kenji（石川研二）
- ドラム：UTCHIE（内田稔）

## 作品

### オリジナルアルバム
- 『Z旗(ZETKI)』（ZR040914）　2004年9月14日発売
  1. スナイパー
  2. 無我夢中 〜sing in the rain〜
  3. “星に願いを”
  4. 徒花
  5. 日々誕生
- 『クラブシャレード』（ZR051124）　2005年11月24日発売
  1. Bottom fish→
  2. Club Charade
  3. 月さえ掴めそうな夜
  4. Refrain
  5. C.C.Rider
  6. →Bottom fish
- 『Z旗＋』（ZR070523）　2007年5月23日発売
  1. スナイパー
  2. 無我夢中 〜sing in the rain〜
  3. “星に願いを”
  4. 徒花
  5. 日々誕生
  6. 〜interlude〜
  7. 譚歌
  8. 薔薇とダイヤ
  9. ブリキの兵士
- 『†新宿スキャット†』流通盤（DDCV-1008）　2008年2月6日発売
  1. †新宿スキャット†
  2. 完全犯罪
  3. 珠玉の夜
  4. Night fly
  5. 寒空
  6. Daybreak
- 『†新宿スキャット†』ゲリラ盤（ZR080206）　2008年2月6日発売
  1. †新宿スキャット†
  2. 完全犯罪
  3. 珠玉の夜
  4. Night fly
  5. →Bottom fish→
- 『青盤』（ZR120307）　2012年3月7日発売
  1. 罪なき者のノクターン
  2. ケセラセラ
  3. Howl
  4. Bluepoint
  5. 銀幕池袋
  6. 寒空
  7. Samuzora（Epilogue）
- 『旗盤』（ZR19-1101）　2019年11月1日発売
  1. SAFARI
  2. Sweet Song
  3. ラブバラッド
  4. ブリキの兵士
  5. アンチヒーロー

### シングル収録
- I go my way（キン肉マンII世 ULTIMATE MUSCLE2 CDS「Trust yourself」CW）
- 嵐のなかで（遊☆戯☆王ZEXALⅡ CDS「折れないハート」CW）

### その他
- Film Noir（アートにエールを！東京プロジェクト 参加曲）[11]

### DVD
- 『完全犯罪』　2008年2月17日発売
  1. 完全犯罪（PV）
  2. †新宿スキャット†（PV）
- 『ブリキの兵士』　2017年4月8日発売
  1. ブリキの兵士（MV本編・SE入り）
  2. ブリキの兵士（MV本編）
  3. メイキング映像
- 『アンチヒーロー』　2017年11月26日発売
  1. アンチヒーロー（MV本編・SE入り）
  2. アンチヒーロー（MV本編）
  3. メイキング映像
  4. 予告編
- 『アンチヒーロー』特典Disc（初回盤のみ）
  1. アンチヒーロー（Z旗ドローンver.）
  2. LIVE映像その1 LIVE@上海
  3. LIVE映像その2 アコースティックライブ

### 演奏・タイアップ[12]
- Sand Mission（『砂ぼうず』主題歌）※歌：高取ヒデアキ、演奏：ZETKI
- Eternal Wind（テレビ朝日系『サンデースクランブル』初代テーマ曲）※演奏：川瀬智 with ZETKI
- Trust yourself（『キン肉マンII世 ULTIMATE MUSCLE2』主題歌）※歌：高取ヒデアキ、演奏：ZETKI
- 眩き閃光! ボウケンシルバー（『轟轟戦隊ボウケンジャー』挿入歌）※歌：高取ヒデアキ、演奏：ZETKI
- 俺流!! ゲキバイオレット（『獣拳戦隊ゲキレンジャー』挿入歌）※歌：石原慎一、演奏：ZETKI
- 四六時夢中シンケンジャー（『侍戦隊シンケンジャー』エンディングテーマ）※歌：高取ヒデアキ（Project.R）、演奏：Z旗
- どこまでもシンケンジャー（『侍戦隊シンケンジャー』挿入歌）※歌：高取ヒデアキ（Project.R）、演奏：Z旗
- Tomorrow Song 〜あしたのうた〜（『ハートキャッチプリキュア!』エンディングテーマ）※歌：工藤真由[13]
- スナイパー（『Lonely Black Toaster』テーマソング）※歌・演奏：Z旗
- お宝を探せ!（『海賊戦隊ゴーカイジャー』挿入歌）※歌・演奏：Z旗（Project.R）
- Let's go! スマイルプリキュア!（『スマイルプリキュア!』主題歌）※歌：池田彩[6]
- Road（『OVA 金田一少年の事件簿 黒魔術殺人事件』主題歌）※歌：池田彩[6]
- Boost Up! ビートバスター（『特命戦隊ゴーバスターズ』挿入歌）※歌：高取ヒデアキ（Project.R）、演奏：Z旗
- 折れないハート（『遊☆戯☆王ZEXAL II』主題歌）※歌：高取ヒデアキ、演奏：Z旗
- パーフェクション!（『特命戦隊ゴーバスターズ』キャラクターソング）※歌：陣マサト&ビート・J・スタッグ（CV：松本寛也&中村悠一）、演奏：Z旗
- みんな集まれ! キョウリュウジャー（『獣電戦隊キョウリュウジャー』エンディングテーマ）※歌：高取ヒデアキ、演奏：Z旗
- Show me Call me I'm アミィ!（『獣電戦隊キョウリュウジャー』キャラクターソング）※歌：アミィ結月（CV：今野鮎莉）[14]
- オレンジ色したニクいやつ（『烈車戦隊トッキュウジャー』キャラクターソング）※歌：虹野明（CV：長濱慎）、演奏：Z旗
- 忍ばずわっしょい! シュリケンジン（『手裏剣戦隊ニンニンジャー』挿入歌）※歌：高取ヒデアキ＆宮島咲良[15]
- 動物戦隊ジュウオウジャー（『動物戦隊ジュウオウジャー』主題歌）※歌：高取ヒデアキ（Project.R）、演奏：Z旗
- わが故郷ジューランド（『動物戦隊ジュウオウジャー』挿入歌）※歌：五條真由美（Project.R）、演奏：Z旗
- ドデカイオー現る!（『動物戦隊ジュウオウジャー』挿入歌）※歌・演奏：Z旗（Project.R）
- 純烈一途（純烈『愛でしばりたい タイプB』収録）※歌：純烈（友井雄亮）[16]
- 伝説のホウオウソルジャー（『宇宙戦隊キュウレンジャー』挿入歌）※歌：石原慎一（Project.R）、演奏:Z旗[17][18]
- ルパンレンジャー Here we go!（『快盗戦隊ルパンレンジャーVS警察戦隊パトレンジャー』挿入歌）※歌・演奏：ZETKI（Project.R）
- キセキをユメみる？（『魔進戦隊キラメイジャー』キャラクターソング）※歌：大治小夜（工藤美桜）、演奏：ZETKI
- 無我夢中 〜sing in the rain〜（『ざ☆ロードショー THE MOVIE』テーマソング）※歌・演奏：ZETKI[19]
- 界賊オペレイション! ツーカイオー（『機界戦隊ゼンカイジャー』挿入歌）※歌：高取ヒデアキ、演奏：ZETKI
- 君に会うために（『スーパー戦闘 純烈ジャー』劇中歌）※歌：純烈、演奏：ZETKI[20]
- 二刀流! スーパーツーカイオー（『機界戦隊ゼンカイジャー』挿入歌）※歌：MoJo、演奏：ZETKI
- 月ノミゾ知ル。（『暴太郎戦隊ドンブラザーズ』キャラクターソング）※歌：桃井タロウ（樋口幸平）、ソノイ（富永勇也）、演奏：ZETKI
- 大漁戦団サカナンジャー（動画クリエイター『フィッシャーズ』配信曲）※歌：Fischer's、演奏：ZETKI
- 真っ赤な2人（『スーパー戦闘 純烈ジャー 追い焚き☆御免』劇中歌）※歌：白川裕二郎、長井短、演奏：ZETKI[21]
- デジャビュー（オリジナルアルバム「純烈魂1」収録 作詞・作曲）※歌：純烈、演奏：ZETKI[22]

- 影を連れて（『ナンバーワン戦隊ゴジュウジャー』キャラクターソング）※歌:ゴジュウウルフ／遠野吠（冬野心央）、演奏:ZETKI